# Atimura subapicalis
Atimura subapicalis es una especie de escarabajo del género Atimura, familia Cerambycidae. Fue descrita científicamente por Breuning en 1949.
Se distribuye por la India. Posee una longitud corporal de 6 milímetros. El período de vuelo de esta especie ocurre en el mes de abril.